# Sztarohnatyivkai csata
2015. augusztus 10-én a Mariupoltól északra, Sztarohnatyivkában állomásozó ukrán 72. Gépesített Dandárt a felkelők egy csoportja megtámadta. Az oroszbarát csoport 10 tankból, 10 páncélozott járműből és 400 gyalogosból állt, akiket 122 mm-es lövedékeket felhasználni képes tüzérségi egységek segítettek. Ukrán katonai tisztviselők szerint a felkelők offenzíváját visszaverték, és egy ellentámadással az ukrán seregek kiűzték a felkelőket a Sztarohnatyivka körüli magaslatokról. A Jobb Szektor forrásai szerint a harcok gyújtópontja Bila Kamjanka falu volt, és a harcokban 7 ukrán szolgálatot teljesítő férfit megöltek, 11-et pedig megsebesítettek. Andrij Capilenko ukrán újságíró egy halottról és kilenc sérültről számolt be az ukrán hadsereg kötelékén belül. Ezen kívül egy tank elvesztéséről is tudósított. A felkelőktől származó források szerint a csata amiatt alakult ki, hogy az oroszok megpróbálták elfoglalni a közelben lévő Novolaszpa falut, de seregeik meghátrálásra kényszerítették őket. Eközben a felkelők egyik katonája megsebesült. Délelőtt a Sztarohnatyivkában állomásozó ukrán helyőrséget több oldalról is Grad rakétákkal támadták meg. Az akcióban több katona is életét vesztette, A Donyecki Népköztársaság védelmi miniszterének helyettese, Eduard Baszurin azt mondta, az ukrán hadsereg később, estefelé Telmanovét vette célba, ahol a tüzérségi támadásban egy polgári nő halt meg.
Augusztus 11-én a nap folyamán az oroszbarát harcosok tovább folytatták támadásaikat Sztarohnatyivka környékén, és az ukrán seregeket reggel két sorozatban is 152 mm-es tarackokkal lőtték  Az ukránok kétszer kézi lőfegyverekkel megakadályozták, hogy a felkelők beszivárogjanak a területükre. A közeli Bohdanyivka falut többször is lőtték rakétákkal.
Augusztus 12-én egy ukrán katona meghalt, három megsebesült. Ez volt Minszk II óta a leghevesebb ágyúzás.